# Arctia Oy
Arctia Oy (jusqu'en 2016 Arctia Shipping Oy) est une société par actions appartenant à l'État finlandais.

## Présentation
Arctia fournit des services de brise-glaces,  de  lutte contre les déversements d'hydrocarbures, de remorquage et d'entretien des voies navigables et de mesure des voies navigables. En outre, Arctia fournit des services de gestion de navires et des opérations d'affrètement en Finlande et à l'étranger.  
Ses filiales sont: 
- Arctia Icebreaking Oy (brise-glaces conventionnels),
- Arctia Offshore Oy (brise-glaces polyvalents),
- Arctia Karhu Oy (brise-glaces portuaires et remorqueurs),
- Arctia Management Services Oy,
- Meritaito Oy (entretien des voies navigables).

## Flotte

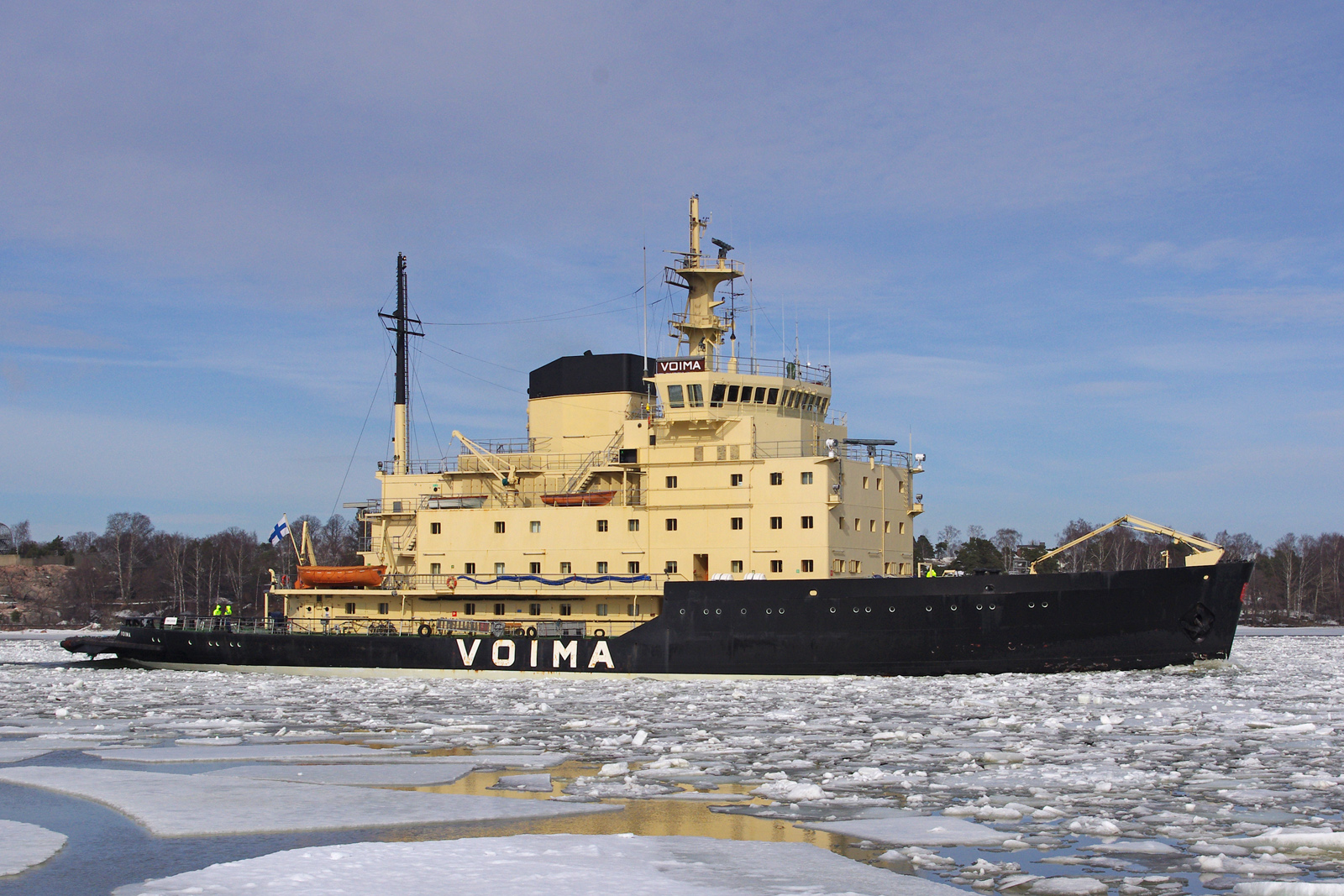
Voima
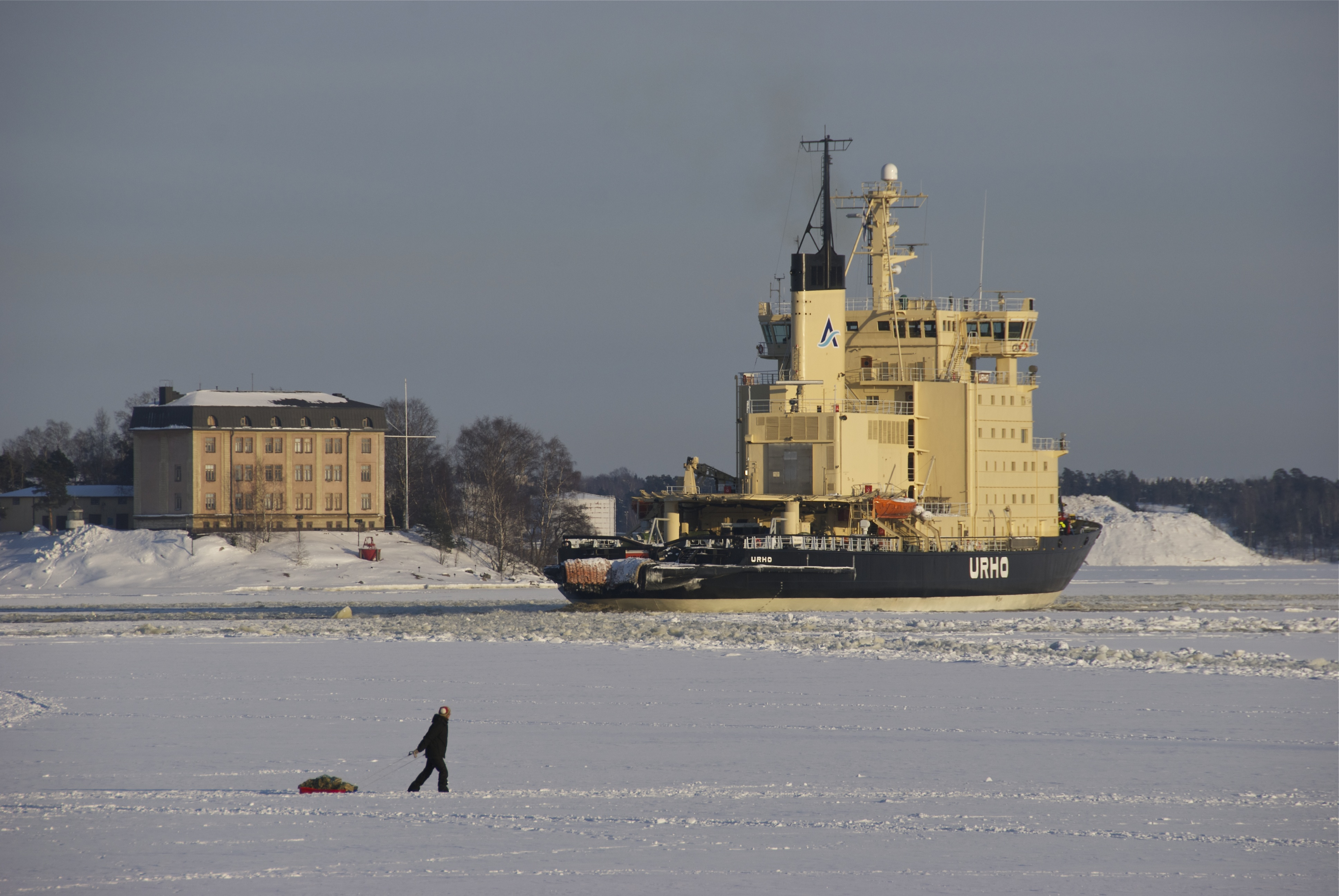
Urho
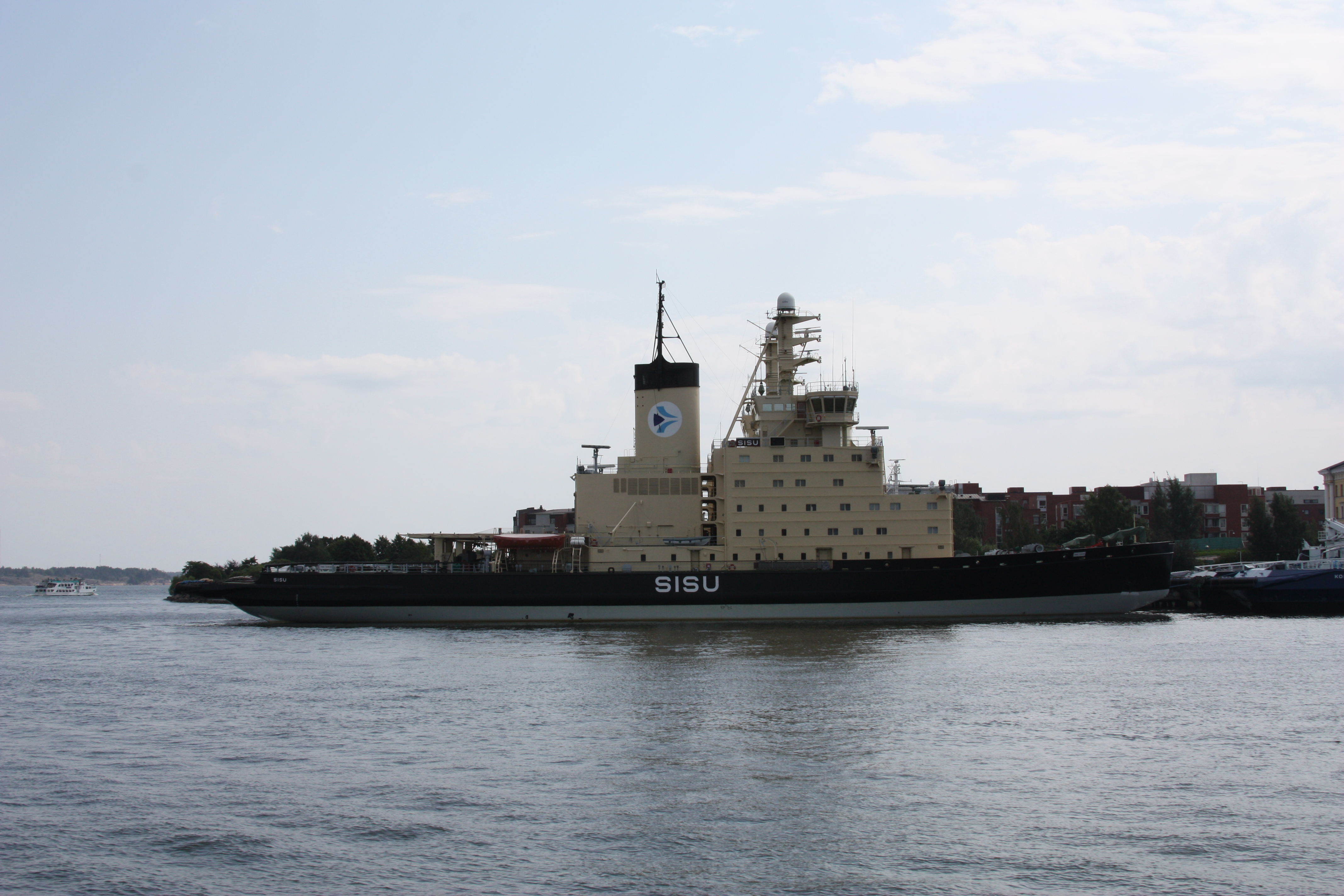
Sisu
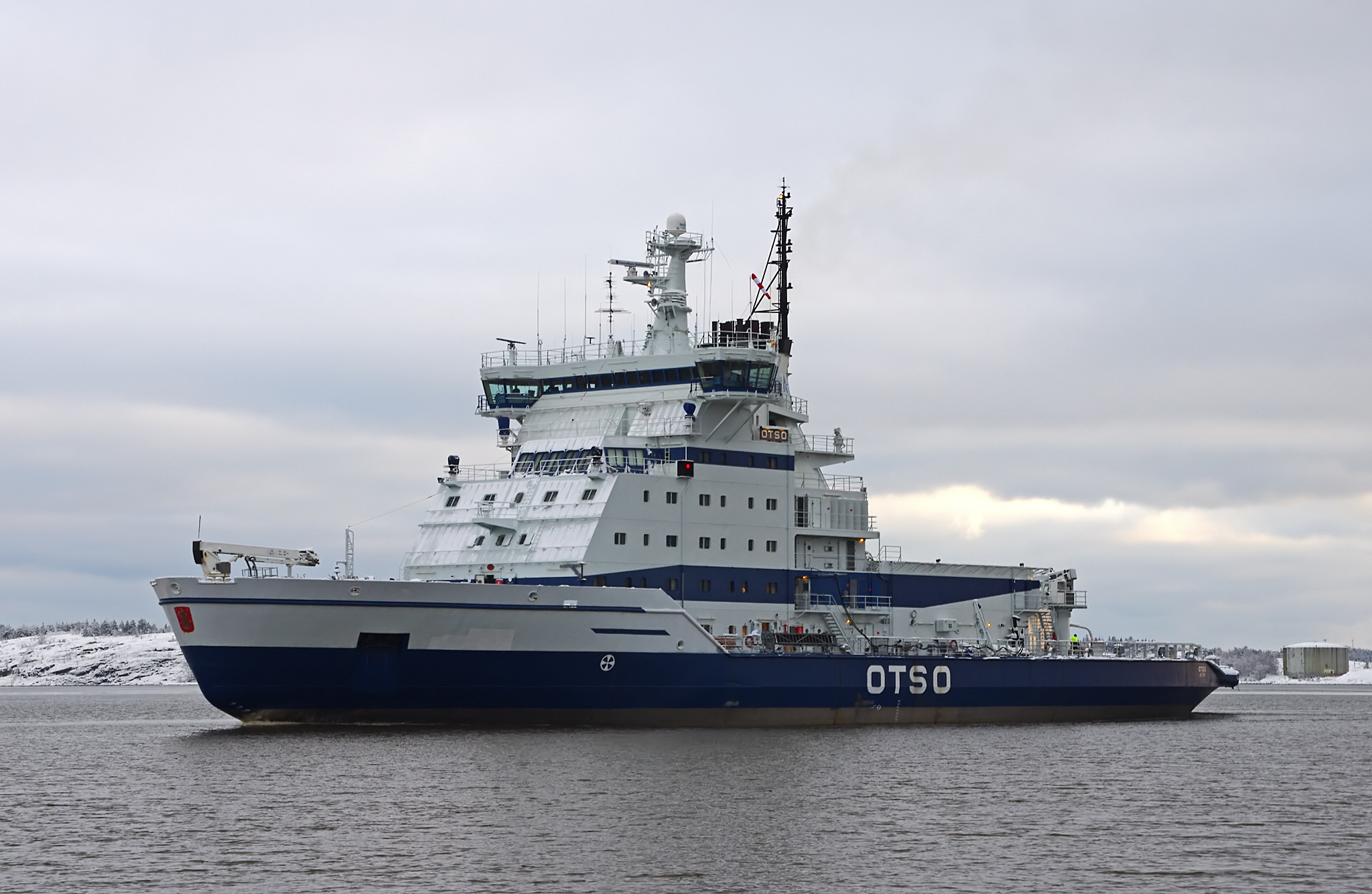
Otso

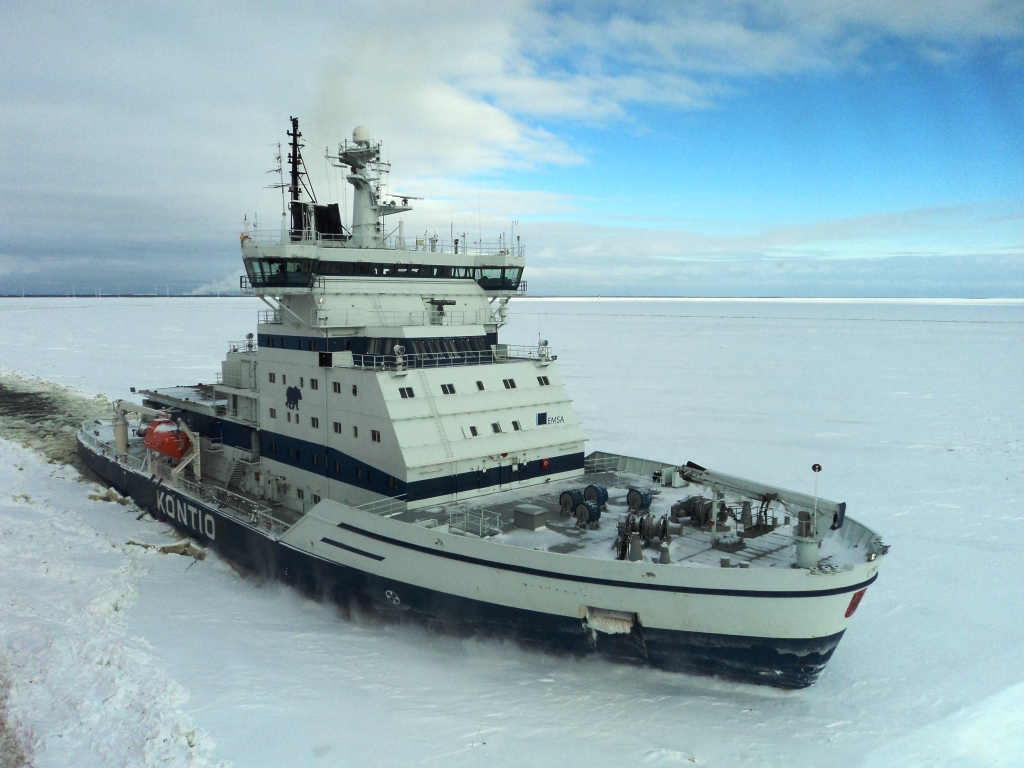
Kontio
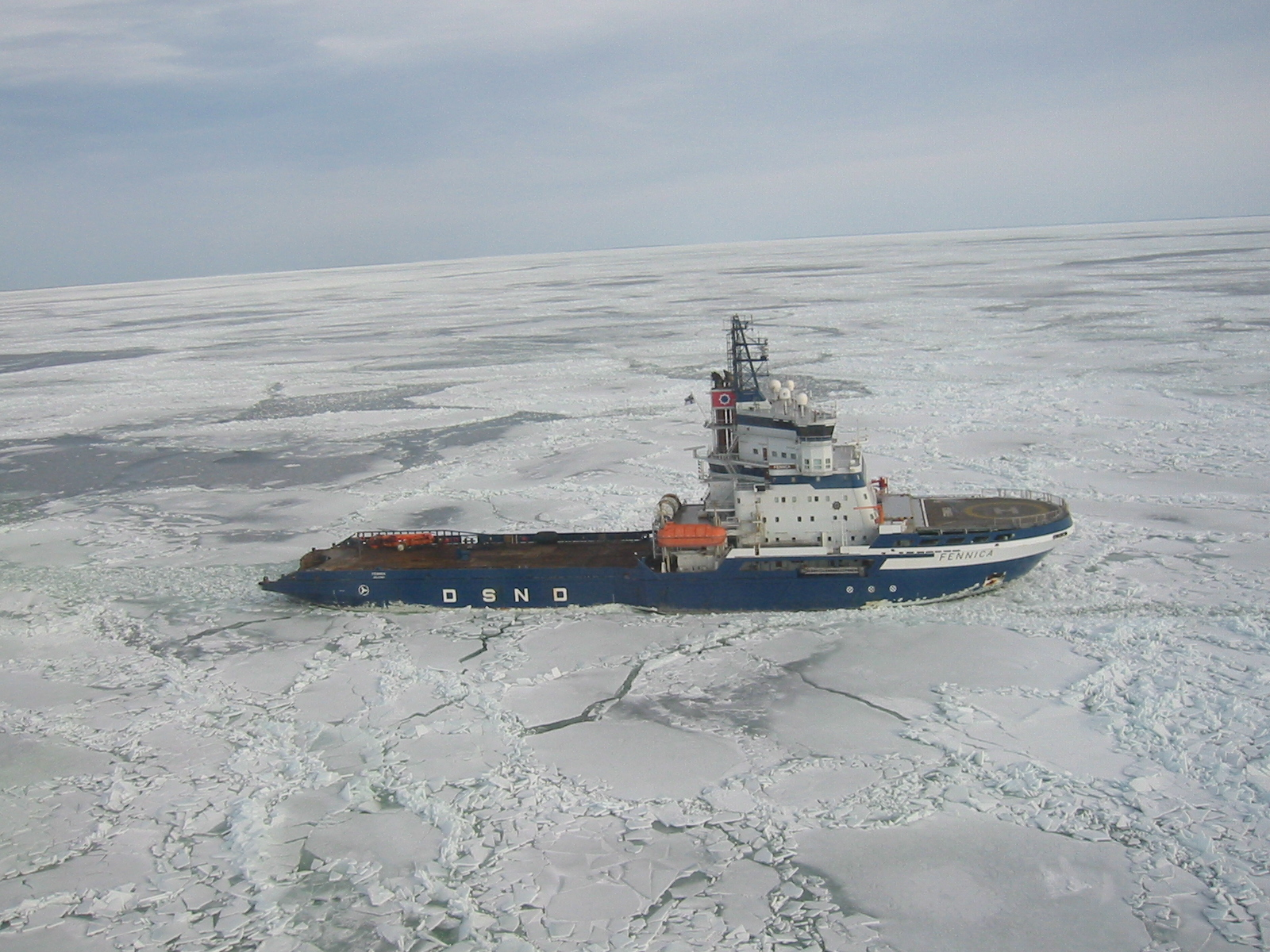
Fennica
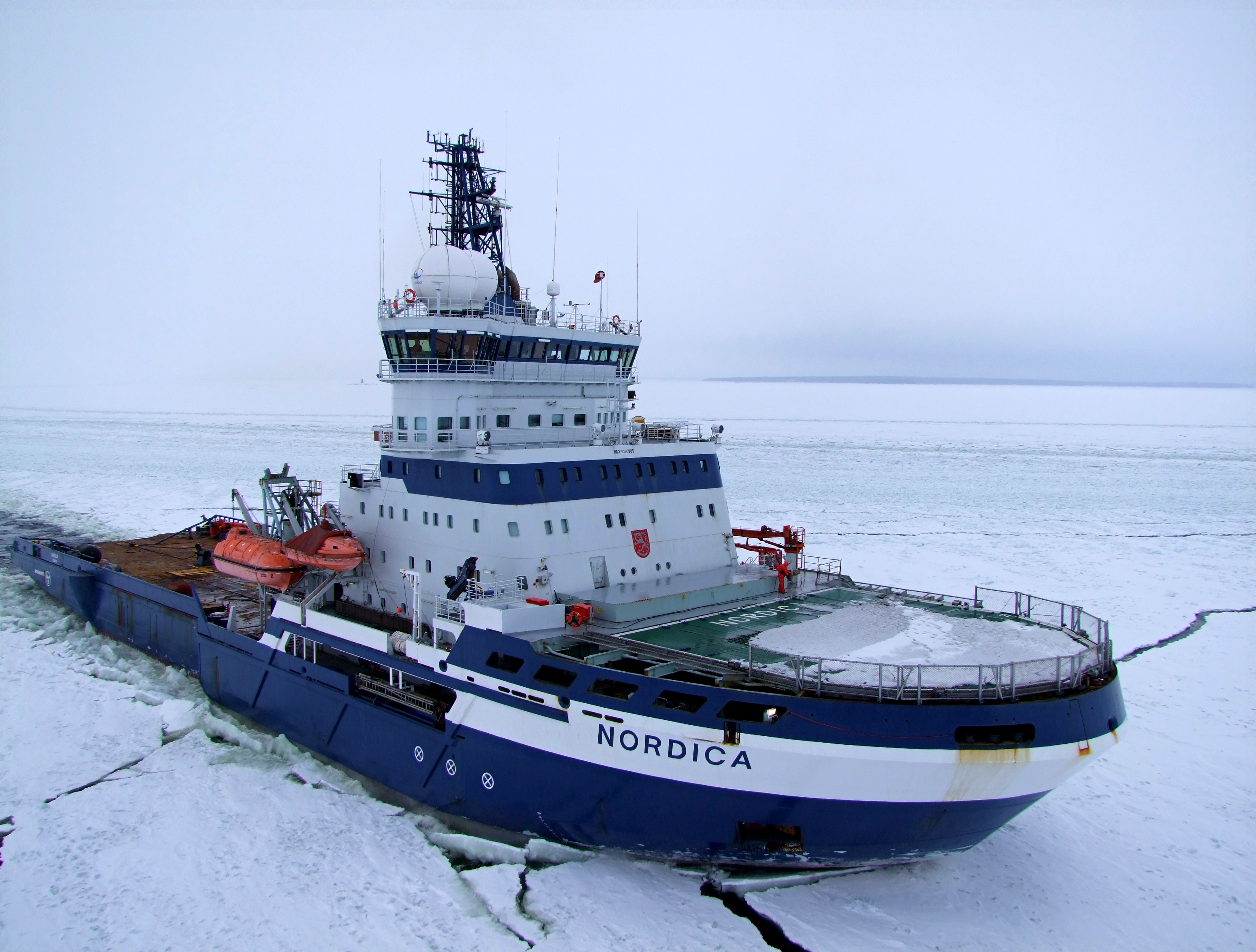
Nordica
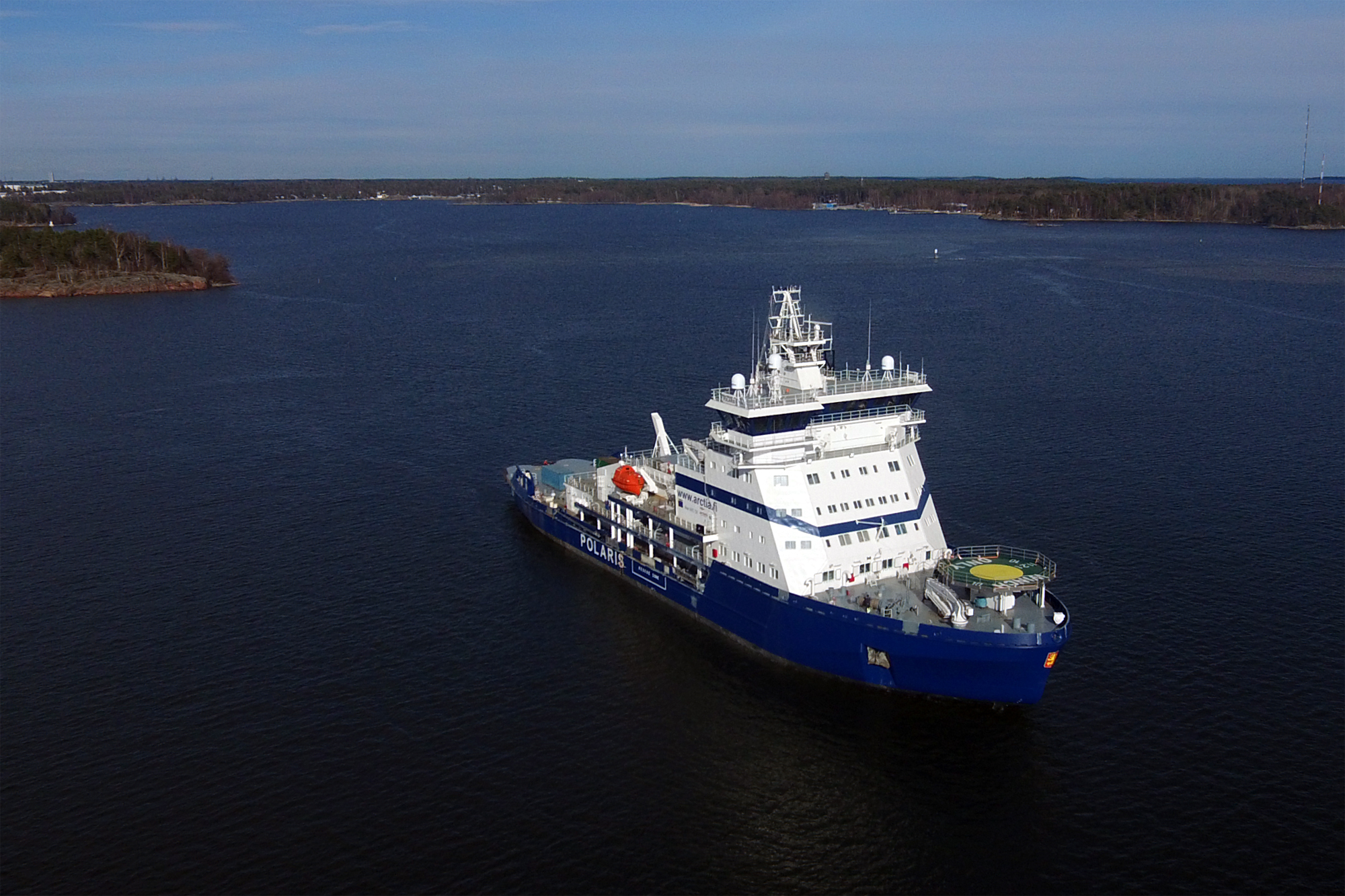
Polaris

- Voima[3]
- Urho[4]
- Sisu[5]
- Otso[6]

- Kontio[7]
- Fennica[8]
- Nordica[9]
- Polaris[10]